# Karl Gustaf Ratjen
Pour les articles homonymes, voir Ratjen.
Karl Gustaf Ratjen, également orthographié Karl-Gustav Ratjen, né le 18 juin 1919 à Berlin et mort le 12 septembre 2010 à Königstein im Taunus, est un chef d'entreprise allemand. Il a été président du lobby européen du patronat, BusinessEurope, de 1986 à 1990.

## Biographie
Il a été à partir de 1965, le dirigeant de GEA Group (nommé de 2000 à 2005 Metallgesellschaft, puis mg technologies après 2005). à partir de 1987, il devient dirigeant de Volkswagen.
Il est ensuite président du groupe BusinnessEurope de 1986 à 1990.